# Northrop Grumman X-47B
Northrop Grumman X-47B je  stealth palubno brezpilotno bojno letalo, ki ga razvija ameriški Northrop Grumman. Projekt X-47 je bil na začetku del DARPA-inega programa J-UCAS, trenutno je del UCAS-D programa. Prvič je poletel 4. februarja 2011. X-47 je po konfiguraciji leteče krilo, poganja ga en turboventilatorski motor Pratt & Whitney F100-220U. X-47B lahko doseže visoke podzvočne hitrosti (Mach 0,9+)

## Specifikacije (X-47B)
Splošne karakteristike
- Posadka: 0
- Dolžina: 38,2 ft (11,63 m)
- Razpon kril: 62,1 ft (30,9 ft z zloženimi krili)[1] (18,92 m/9,41 m)
- Višina: 10,4 ft (3,10 m)
- Površina kril: 953,6 ft² (88,59 m²)
- Teža praznega letala: 14000 lb (6.350 kg)
- Maks. vzletna teža: 44567 lb (20.215 kg)
- Pogon letala: 1 × Pratt & Whitney F100-220U turbofan

 Zmogljivost 
- Maks. hitrost: podzvočna
- Potovalna hitrost: Mach 0.9+ [2][3]
- Doseg: 2100+ nmi (3.889+ km)
- Višina leta: 40000 ft (12.190 m)

Oborožitev

- 2 notranja prostora za do 4.500 lb (2.000 kg) bomb[4]

Letalska elektronika

- Priprava za EO/IR/SAR/ISAR/GMTI/MMTI/ESM[4]